# John Leland (Bibliothekar)

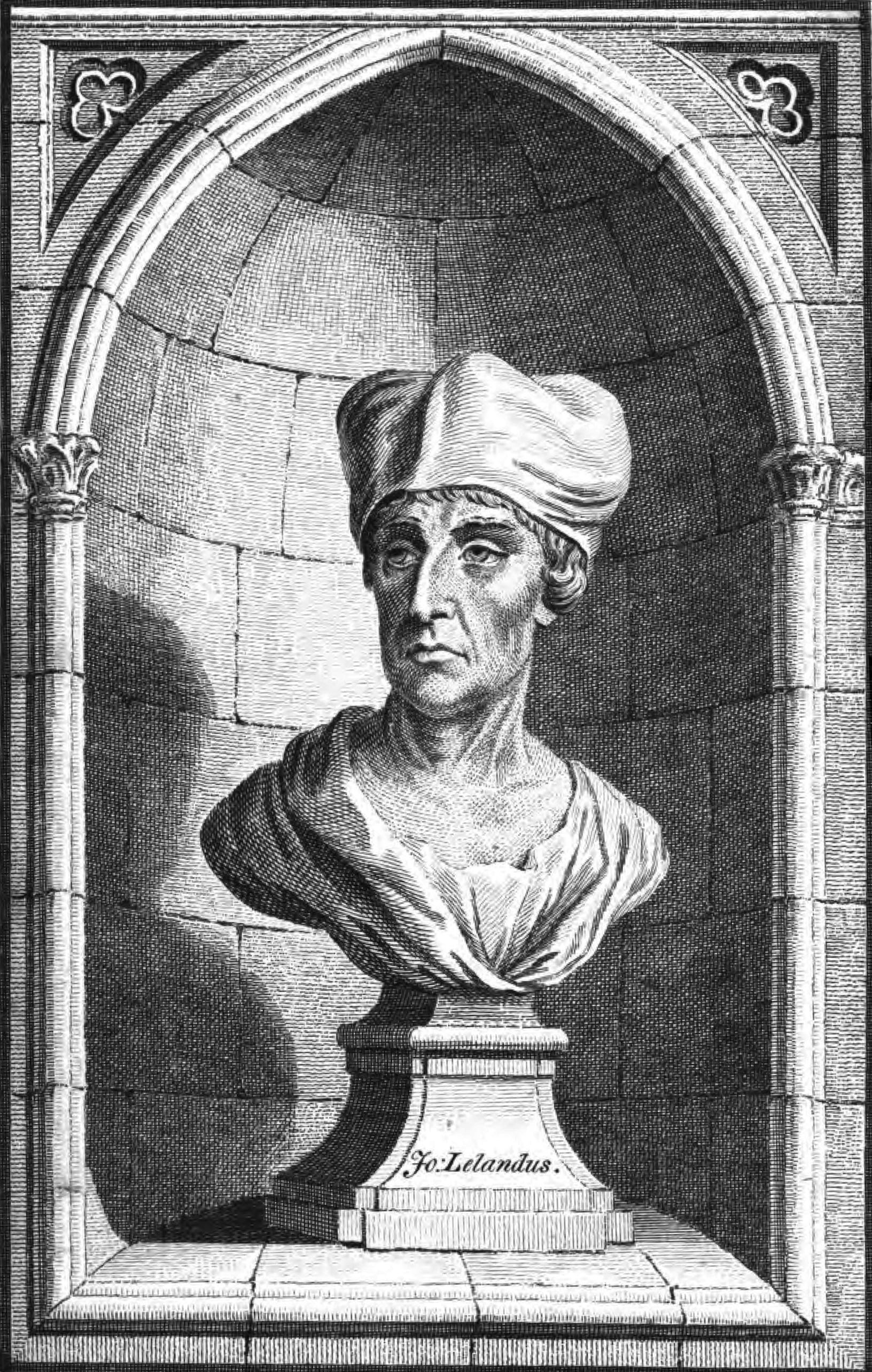
Vermutlich Darstellung einer Büste von John Leland aus dem All Souls College, Oxford. Quelle: William Huddesford, ed. (1772). The Lives of those Eminent Antiquaries John Leland, Thomas Hearne, and Anthony à Wood

John Leland (* 13. September, um 1503, in London; † 18. April 1552; auch Leyland geschrieben; lat. Johannes Lelandus) war ein englischer Altertumsforscher und Historiker sowie Bibliothekar des Königs Heinrich VIII. Er begründete die Forschungen zur englischen Lokalgeschichte.

## Leben

### Abstammung und Ausbildung
John Leland entstammte einer in Lancashire ansässigen Familie und wurde in London an einem 13. September eines nicht genau bekannten Jahres geboren, doch ist sein Geburtsjahr nach den Forschungen des kanadischen Historikers James P. Carley um 1503 anzusetzen. Die meisten Angaben zu Lelands frühem Leben sind autobiographischen Bemerkungen seiner eigenen Dichtungen zu entnehmen. Demnach hatte er einen älteren Bruder, der ebenfalls den Vornamen John hatte und Arzt wurde. Nachdem er bereits in früher Kindheit seine Eltern verloren hatte, wurde er von einem nicht weiter bekannten Thomas Myles adoptiert und erzogen. Dieser kam für alle notwendigen Ausgaben für seine Ausbildung aus, wie Leland selbst in einem Enkomium eingestand. Er besuchte zunächst die St Paul’s School (London), deren Direktor damals der Grammatiker William Lily war. Dort lernte er mehrere seiner späteren Förderer kennen, u. a. den nachmaligen Staatsmann William Paget und Edward North.
Seine weitere Ausbildung absolvierte Leland am Christ’s College in Cambridge, wo er Geisteswissenschaften studierte und 1522 den akademischen Grad eines Bachelor of Arts erhielt. Bald danach wurde er vom Oberhofgericht zu einer kurzen Haftstrafe verurteilt, weil er einen Ritter verräterischer Verbindungen mit Richard de la Pole († 1525), dem letzten Anwärter des Hauses York auf den englischen Thron, bezichtigt hatte. Wieder in Freiheit gesetzt nahm er in Lambeth, London, eine Anstellung bei Thomas Howard, 2. Duke of Norfolk als Hauslehrer für dessen Sohn Thomas an. Nachdem der Herzog 1524 gestorben war, begab er sich – laut einem von Leland an König Heinrich VIII. gerichteten Widmungsbrief auf dessen Weisung – nach Oxford, wo er mindestens zwei Jahre blieb. Der Antiquar Anthony Wood gibt aufgrund ihm zugegangener Informationen an, dass Leland in Oxford Fellow des All Souls College wurde, wo er offenbar Thomas Caius kennenlernte. Leland war aber mit der ihm zu konservativ erscheinenden Ausrichtung des Unterrichts der Oxforder Lehrer unzufrieden.

### Studienaufenthalt in Frankreich
Von etwa 1527-29 lebte Leland in Frankreich und studierte vornehmlich in Paris. Einen von ihm ebenfalls anvisierten Studienaufenthalt in Italien dürfte er aber nicht verwirklicht haben. In Paris perfektionierte er seine Kenntnisse der klassischen Sprachen Latein und Griechisch sowie der lebenden Sprachen Französisch, Italienisch und Spanisch. Auch steigerte er seine Fähigkeit, Gedichte zu verfassen. Er lernte in Frankreich die von ihm bewunderten kontinentaleuropäischen Gelehrten Guillaume Budé. Jacques Lefèvre d’Étaples, Paolo Emilio und Jean Ruel kennen. Bedeutsam wurden für Leland seine Kontakte mit François Dubois, dem Vorsteher des Collège de Tournai, der anscheinend sein Interesse für den lateinischen Dichter Ausonius und allgemein für das Studium antiker Texte weckte. Seinem in Cambridge lebenden Freund Robert Severs kündigte er seinen Plan an, Handschriften antiker Autoren wieder bekannter zu machen. Während seines Aufenthalts in Paris blieb er stets mit seinen Freunden und Gönnern in England in Verbindung, zu denen wohl auch der Staatsmann und Kardinal Thomas Wolsey zählte. Ein anderer Freund Lelands, der humanistische Gelehrte Richard Hyrde, besuchte ihn 1528 in Paris, ehe er nach Italien weiterreiste.

### Übertragung kirchlicher Ämter; Bücherreisen im Auftrag Heinrichs VIII.
Leland kehrte vor November 1529 nach England zurück. Er wurde zum Kaplan König Heinrichs VIII. und am 17. Juni 1530 zum Pfarrer von Pepeling nahe Calais ernannt, wo er sich aber nie aufgehalten haben zu scheint. Wolsey hatte 1529 die Gunst des Königs verloren, und Leland suchte nun wohl Thomas Cromwell als neuen Schirmherrn zu gewinnen. Am 12. Juli 1533 erteilte ihm Papst Clemens VII. eine Dispens für den Besitz von bis zu vier Pfründen, sofern er sich innerhalb von zwei Jahren zum Subdiakon und innerhalb von sieben Jahren zum Priester weihen ließe. Gemeinsam mit Nicholas Udall verfasste Leland im Mai 1533 auch Verse, die beim festlichen Einzug von Anne Boleyn in London und bei ihrer Krönung rezitiert werden sollten. Um dieselbe Zeit schrieb er die Einleitungsverse für Udalls Floures for Latine Spekynge. 1535 wurde er Pfründner der Wilton Abbey in Wiltshire und erhielt die dieser Abtei gehörigen Präbenden North Newnton und West Knoyle.
In seiner 1549 veröffentlichten Schrift The Laboryouse Journey berichtet Leland, dass er 1533 eine Verfügung Heinrichs VIII. erhielt, die ihm erlaubte, die Archive der religiösen Institutionen Englands zu untersuchen. Er sollte die Bücherbestände aller Klosterbibliotheken erforschen. Es blieb jedoch keine diese Autorisierung bestätigende Urkunde erhalten. Dass er, wie früher vermutet, zum königlichen Antiquar ernannt worden sei, trifft nach heutigem Forschungsstand nicht zu; vielmehr bezeichnete er sich selbst in humanistischer Tradition als Antiquar, ohne einen derartigen offiziellen Titel verliehen bekommen zu haben. Die in seinen sog. Collectanea angeführten Bücherlisten wurden fast alle vor der Auflösung der von ihm besuchten Klöster erstellt. In der Anfangsphase seiner Inspektionsreisen beließ er meist noch alle Bücher an ihren kirchlichen Standorten und bemühte sich primär darum, Listen der dort aufbewahrten Schriftwerke zu erstellen. Nach einer ersten von ihm 1533 durch Westengland unternommenen Tour hielt er sich im Juni 1534 in York auf und inspizierte dort gemeinsam mit Sir George Lawson, dem Stadtkämmerer von Berwick, das York Minster. Als sie dort auf einer an der Wand angebrachten Tafel eine Inschrift bemerkten, die besagte, dass einer der Vorgänger Heinrichs VIII. sein Königreich durch den Papst empfangen habe, machte Leland diese Inschrift unleserlich; denn als Anhänger des Königs unterstützte er dessen Außerkraftsetzung der päpstlichen Autorität durch Einführung der Anglikanischen Kirche, als deren Haupt sich Heinrich VIII. proklamierte.
Um 1535 lernte Leland den Kleriker und Dramatiker John Bale kennen, der ebenso wie Leland antiquarischen Interessen huldigte und für die Unabhängigkeit der englischen Kirche von Rom eintrat. Bale lobte Lelands antiquarische Bemühungen und bot ihm dabei seine Hilfe an. Als Bale im Januar 1537 wegen seiner Predigten inhaftiert wurde, setzte sich Leland in einem Brief an Thomas Cromwell für Bales Freilassung ein, wobei er dessen Gelehrsamkeit und Anstand hervorhob. Inzwischen bereitete Leland die im Gefolge der vom König befohlenen Auflösung der unbedeutenderen Gotteshäuser einsetzende Plünderung der Klosterbibliotheken große Sorge. Laut dem Antiquar Anthony Wood trat er in einem vom 16. Juli 1536 datierenden Brief an Thomas Cromwell vehement für den Erhalt der Bücher ein und erbat sich eine Bewilligung für das Sammeln von Manuskripten für die königliche Bibliothek; denn nach England gereiste deutsche Forscher wären ständig dabei, aus den Klosterarchiven entwendete Bücher in ihre Heimat abzutransportieren. Die königlichen Bibliotheken der Paläste zu Greenwich, Hampton Court und Westminster wurden Leland zufolge auf Geheiß Heinrichs VIII. wiederhergestellt, damit sie bisher in den Klöstern aufbewahrte Bücher aufnehmen konnten. Leland gibt auch an, dass er zahlreiche Schriftwerke teils für die königliche Sammlungen, teils zu seinem eigenen Gebrauch erhalten habe. Es ist jedoch schwierig zu eruieren, wie viele und welche Bücher tatsächlich auf seine Initiative hin in die königlichen Bibliotheken gebracht wurden; dies lässt sich nur für ein knappes Dutzend belegen. U. a. schickte er 1537 einige wertvolle Manuskripte nach London, die vor allem aus der Augustinerabtei von Canterbury stammten.

### Reisen zur Erforschung der englischen Altertümer und Lokalgeschichte
Auch nach Auflösung der englischen Klöster hielt Leland weiterhin nach diversen Büchern in diesen geistlichen Einrichtungen Ausschau. Ab etwa 1538 beschäftigte er sich aber vor allem mit der Erforschung der englischen Topographie und Lokalgeschichte und unternahm deshalb mehrere ausgedehnte Reisen quer durch das Land, um möglichst viele historisch interessante Orte aus eigener Anschauung kennenzulernen. Nach seinem eigenen Bericht führte er diese Reisetätigkeit im Zeitraum von 1536-42 durch. Er behauptet, dass er fast alle Buchten, Flüsse, Seen, Berge, Täler, Moore, Wälder, Städte, Burgen, Klöster etc. des Landes besucht habe. Insgesamt scheint Leland, der als einer der Ersten in England topographische Untersuchungen anstellte, etwa fünf größere Reisen gemacht zu haben, doch ist deren genauere Chronologie nicht eruierbar. Nur für eine führt er ein konkretes Datum an; demnach habe er am 5. Mai 1542 eine Erkundungstour durch Südwestengland begonnen. Bereits früher hatte er Wales bereist und war anschließend u. a. nach Shropshire und Yorkshire gekommen. Auf anderen Ausflügen besuchte er die West Midlands, erneut Yorkshire und weiter nördlich gelegene Gegenden. Südostengland erforschte er wahrscheinlich auf kürzeren Exkursionen. Manche seiner Reiseberichte blieben nicht erhalten. Wenn er unterwegs war, erstellte er Karten und führte Entfernungsbestimmungen durch, befragte die Einwohner der von ihm aufgesuchten Orte und sichtete Bücher und Urkunden. Seine niedergeschriebenen Reisenotizen ergänzte er später weiter. Die gesammelten Informationen wollte er zu einem umfassenden Werk mit dem Titel History and Antiquities of this Nation verarbeiten.

### Letzte Jahre und Tod
In den 1540er Jahren verfasste Leland mehrere kurze Lobreden auf verschiedene Persönlichkeiten, um sich deren Patronage zu sichern. So beschrieb er in einem undatierten, dem Erzbischof Thomas Cranmer gewidmeten Gedicht die von ihm zusammengetragenen, wundervollen Materialien, deren Veröffentlichung der Unterstützung Cranmers bedürften. Falls Leland diese Dichtung schon 1542 verfasst hatte, könnte sie der Auslöser für seine am 31. März 1542 erfolgte Ernennung zum Pfarrer von Great Haseley in Oxfordshire gewesen sein. Am 26. März 1543 wurde er Kanoniker und Pfründner des King’s College in Oxford, bis es 1545 in die Christ Church umgewandelt wurde. Nach einem Eintrag der Subsidy roll von 1541 wohnte Leland in Cornhill, London, war für 100 Pfund Sterling steuerpflichtig und musste mehr als 2 Pfund Abgaben zahlen. Später wurde ihm diese Zahlungsverpflichtung aufgrund seiner von ihm ebenfalls zu leistenden Kirchensteuern erlassen. In seinen letzten Lebensjahren arbeitete er an der Auswertung seiner Reisenotizen zur Abfassung antiquarischer Werke und bat damals einen in Löwen wohnenden Freund brieflich, ihm einen jungen, in Latein und Griechisch bewanderten jungen Mann als Assistenten zu schicken.
Laut dem mit ihm gut bekannten John Bale befiel Leland 1547, nach dem Tod Heinrichs VIII., plötzlich eine Geisteskrankheit. Über den Grund für deren Ausbruch wurden verschiedene Theorien aufgestellt, u. a. Überanstrengung durch seine antiquarischen Studien. Einer modernen Diagnose zufolge könnte er an einer durch Heinrichs Tod und seine übermäßige Sammelleidenschaft verstärkten manisch-depressiven Krankheit gelitten haben. Im März 1550 wurde er der Obhut seines im Pfarrbezirk St Michael-le-Querne, London, lebenden gleichnamigen Bruders anvertraut. Dieser sollte zu Lelands Pflege dessen Einkünfte aus den Pfründen Great Haseley und Pepeling erhalten. Am 18. April 1552 starb der weiterhin in geistiger Umnachtung befindliche Antiquar kinderlos im Alter von knapp 50 Jahren und wurde in der Kirche St Michael-le-Querne beigesetzt. John Stow erwähnte ein Denkmal, das für Leland errichtet wurde und eine lange, ihn lobende Inschrift mit einigen lateinischen elegischen Versen trug. Es wurde ebenso wie die Kirche, in der Leland begraben war, während des Großen Brands von London (1666) zerstört. Immerhin blieben Kupferstiche von mindestens zwei Porträts von Leland erhalten.

## Werke

### Arbeiten über König Artus
John Leland war ein entschiedener Patriot und glaubte an die historische Existenz des sagenumwobenen britannischen Königs Artus. Daher war er verärgert, als der italienische Gelehrte Polydore Vergil in seiner Anglica Historia (1534) Zweifel an einigen Elemente der Artus-Legende äußerte. Zuerst verfasste Leland gegen diese Schrift um 1536 einen unveröffentlicht gebliebenen Traktat Codrus sive Laus et Defensio Gallofridi Arturii contra Polydorum Vergilium. Später ließ er eine ausführlichere, 1544 unter dem Titel Assertio inclytissimi Arturii regis Britanniae publizierte Arbeit folgen. Diese war das einzige von Leland selbst herausgegebene Prosawerk. Richard Robinson fertigte davon eine Übersetzung ins Englische an (Ancient Order, and Society and Unity Laudable of Prince Arthur and his knightly Armory of the Round Table …, 1582).
In beiden Schriften versuchte Leland, auf der Grundlage einer umfangreichen Analyse von alten Texten, Ortsnamen, antiken Artefakten und landschaftlichen Merkmalen die Historizität von Artus darzulegen. Obwohl diese Theorie wohl nicht zutrifft, bewahrte er durch seine Arbeiten zahlreiche Zeugnisse der Artus-Tradition, die ansonsten verloren gegangen wären. So liefert er wertvolle Informationen zur Rekonstruktion des nicht mehr existierenden vermeintlichen Artus-Grabes in der Glastonbury Abbey, auch wenn sich dieses als eine Fälschung des 12. Jahrhunderts herausgestellt hat. In seinem Reisetagebuch von 1542 zeichnete er als erster die Überlieferung auf, dass die Bergfeste Cadbury Castle in Somerset Artus’ Camelot sei.

### Weitere antiquarische Werke
1541 widmete Leland König Heinrich VIII. die von ihm nun fertiggestellte, als religiöser Dialog konzipierte Abhandlung Antiphilarchia. In diesem Traktat behauptete er, die oberste Autorität des Königs in kirchlichen Angelegenheiten zu verteidigen, indem er sich gegen die romtreuen Katholiken eng an die Heilige Schrift anlehne. Unmittelbar war diese Abhandlung als Gegenschrift zur vom niederländischen katholischen Theologen Albertus Phigius verfassten Hierarchiae Ecclesiasticae Assertio (Köln 1538) intendiert. Lelands Traktat blieb durch ein in der Cambridge University Library aufbewahrtes Manuskript erhalten.
Nach dem Abschluss seiner Reisen zur Erforschung der englischen Altertümer verfasste Leland eine als A New Year’s Gift betitelte Adresse an Heinrich VIII., die nach den Untersuchungen des kanadischen Historikers Janes P. Carley etwa Ende 1543 oder Anfang 1544 entstand. Sie wurde 1549 von John Bale als The laboryouse journey and serche of Johan Leylande for Englandes antiquitees publiziert und von Bale mit seinem eigenen Kommentar versehen. In diesem Schreiben skizzierte Leland die Methoden, bisherigen Ergebnisse und künftigen Pläne seiner historischen Forschungen. Er gab darin ebenso wie in seinem Gedicht Cygnes cantio u. a. vier von ihm geplante Werke an, in denen er die auf seinen Reisen gesammelten Informationen ausführlich darstellen wollte. Von diesen anvisierten Projekten kam jedoch nur die erste der im Folgenden angegebenen Schriften zur Ausführung, während sich der Stoff für die drei anderen teilweise im vom Antiquar Thomas Hearne als The Itinerary of John Leland the Antiquary (Oxford 1710-12) und Joannis Lelandi antiquarii de rebus Britannicis collectanea (Oxford 1715) herausgegebenen literarischen Nachlass Lelands findet:
- De viris illustribus, eine Enzyklopädie früher britischer Autoren in chronologischer Reihenfolge. Dieses vier Bände und fast 600 Biographien umfassende Werk konnte Leland fast gänzlich abschließen. Es wurde als erste von Lelands antiquarischen Sammlungen durch den englischen Altertumsforscher Anthony Hall unter dem Titel Commentarii de scriptoribus Britannicis (Oxford 1709) herausgegeben. Thomas Hearne beklagte, dass diese Ausgabe aufgrund von vielen Auslassungen und fehlerhaften Transkriptionen ziemlich fehlerhaft sei.
- eine in eine Silber- oder Messingplatte eingravierte genaue Landkarte Großbritanniens, die durch eine die antiken englischen Ortsnamen aufführende und diese Orte identifizierende Beschreibung, das Liber de topographia Britanniae primae, ergänzt werden sollte.
- ein als De antiquitate Britannica oder Civilis historia betiteltes Geschichtswerk über England und Wales, das so viele Bände, wie es Grafschaften in England und Wales gab, also etwa 50, umfassen sollte; auch war ein ergänzender Überblick über die nahe England gelegenen Inseln, darunter die Isle of Wight, Anglesey und die Isle of Man, in sechs Bänden geplant.
- De nobilitate Britannica, eine in chronologischer Ordnung gegebene Darstellung des britischen Adels in drei Bänden.

### Gedichte
Zu den wenigen von Leland selbst veröffentlichten Werken zählen vor allem mehrere von ihm auf Latein verfasste Gedichte. Zuerst ließ er eine von ihm Ende 1542 auf den Tod des Politikers und Dichters Thomas Wyatt geschriebene, nach klassischen Vorbildern gestaltete Elegie durch den Buchdrucker Reginald Wolfe unter dem Titel Naeniae in mortem Thomae Vitae, equitis incomparabilis herausgeben. Leland widmete diese Lyrik Wyatts literarischem Erben Henry Howard, Earl of Surrey. Ein der Edition beigefügter Holzschnitt, der ein Porträt von Wyatt darstellt, wurde Hans Holbein dem Jüngeren zugeschrieben. Ebenfalls von Reginald Wolfe publiziert wurde 1543 eine überarbeitete Fassung von Lelands durch die Geburt des Prince of Wales, Eduard, 1537 veranlassten Gedichts Genethliacon illustrissimi Eaduerdi principis Cambriae, das Heinrich VIII. gewidmet war. Im Mittelpunkt stehen Eduards nominelle Herrschaftsgebiete Wales, Cornwall und Cheshire. In einem Appendix erläutert der Verfasser die zahlreichen im Poem erwähnten antiken Ortsnamen. Eine Wehklage in Form einer Elegie verfasste Leland auch auf den Tod von Henry Dudley, den ältesten Sohn von John Dudley, 1. Duke of Northumberland (Naenia in mortem splendidissimi equitis Henrici Duddelegi, hrsg. von John Mayler, London 1545).
In drei Gedichten feierte Leland die militärischen Erfolge Heinrichs VIII. in Frankreich:
- Fatum Bononiae Morinorum (hrsg. von Reginald Wolfe, 1544), Verse auf die erste Belagerung von Boulogne-sur-Mer (1544)
- Bononia Gallo-mastix in laudem felicissimi victoris Henrici VIII (hrsg. von John Mayler, London 1545), ebenfalls auf die erste Belagerung von Boulogne-sur-Mer
- Laudatio pacis (d. h. Lob des Friedens; hrsg. von Reginald Wolfe, London 1546)

Sein aus 699 choriambischen Tetrameter-Versen bestehendes lateinisches Gedicht Κυκνειον άσμα: Cygnea cantio (hrsg. von Reginald Wolfe, London 1545) widmete Leland König Heinrich VIII., dessen Heldentaten er hier in Form des Gesangs eines Schwans feierte, der die Themse von Oxford nach Greenwich hinunterschwimmt. Ein umfangreicher lateinischer Prosa-Kommentar erläutert die zahlreichen im Gedicht erwähnten Ortsnamen und beinhaltet Zitate von 80 antiken und mittelalterlichen Autoren.
Kurz nach Lelands Tod erstellte John Stow ein Manuskript mit einer Abschrift von zahlreichen weiteren von Leland stammenden Gedichten. Es wird heute in der Bodleian Library in Oxford aufbewahrt. 1589 veröffentlichte Thomas Newton ungefähr 250 kürzere Gedichte Lelands. Viele von ihnen waren potentiellen oder bereits tatsächlichen Gönnern gewidmet. Fast alle dieser Dichtungen wurden von Thomas Hearne in seinen Ausgaben von Lelands Werken erneut publiziert.

## Nachwirkung
Nach Lelands Tod gingen dessen Manuskripte durch eine Verfügung König Eduards VI. wohl an Lelands Freund Sir John Cheke über. John Bale berichtete 1560 in einem Brief an Matthew Parker, dass er eine Abschrift der nicht erhaltenen Papst-Biographien des italienischen Prälaten und Historikers Sicard von Cremona unter Lelands Papieren gesehen habe, als sich diese im Besitz von Cheke befanden. Als Cheke 1554 unter der Regierung der Königin Maria I. ins Exil auf das europäische Festland ging, kam es offenbar zur Zerstreuung von Lelands literarischem Nachlass. Von diesem übergab Cheke vier Bände an Humphrey Purefoy. 1612 gingen diese Bände in den Besitz des Antiquars William Burton über, der 1622 eine Lokalgeschichte über Leicestershire verfasste. Die Originalhandschriften von Lelands Itinerary kamen zunächst an Lord William Paget und später an Sir William Cecil, 1. Baron Burghley. Lelands Bibliothek wurde, wohl als Folge von Chekes Verhaftung in Brüssel, am 18. Mai 1556 verkauft. Letztlich erwarb aber Burton nicht nur die erwähnten Bände, sondern die meisten der von Leland selbst verfassten Werke, soweit sie noch erhalten waren. Von diesen schenkte Burton u. a. die fünf Bände der Collectanea und sieben der acht Bände des Itinerary der Oxforder Bodleian Library, die dann um 1677 auch den achten Band von Charles King überreicht erhielt. Andere von Leland verfasste Autographen wurden in den Bestand der Bibliothek von Sir Robert Cotton aufgenommen.
Von John Bale angefangen übten Lelands Werke beträchtlichen Einfluss auf spätere englische Historiker und Antiquare aus. So benutzten sie in der auf Leland folgenden Generation u. a. William Camden sowie der Lokalhistoriker William Lambarde, der unter dem Titel A Perambulation of Kent (1576) die erste Geschichte einer englischen County verfasste. John Stow machte eine wertvolle Abschrift von Lelands Itinerary und entnahm aus diesem und anderen Notizen Lelands Material für seine Survey of London (1598). Raphael Holinshed beutete die von Leland zusammengetragenen historischen Informationen für seine eigene Chronik aus. Im 17. Jahrhundert verdankten William Burton in seiner Lokalgeschichte über Leicestershire und William Dugdale in seinen Antiquities of Warwickshire (1656) viel Material den Forschungen Lelands. Auch der Naturkundler Robert Plot benutzte Leland als Gewährsmann. Im 18. Jahrhundert waren Lelands Schriften weiterhin einflussreich. Thomas Hearne besorgte die erste Druckausgabe von Lelands Itinerary und Collectanea. Der Antiquar und Bischof Thomas Tanner stützte sich bei der Abfassung seiner Bibliotheca Britannico-Hibernica (1748) stark auf Lelands De scriptoribus Britannicis. In neuerer Zeit sind Lelands Schriften vor allem deshalb geschätzt, weil sie einen einzigartigen Einblick in das England unter der Tudor-Herrschaft gewähren. Auch werden sie häufig in Geschichtsdarstellungen englischer Grafschaften zitiert.

## Ausgaben
- Lucy Toulmin Smith (Hrsg.): The itinerary of John Leland in or about the years 1535–1543, 5 Bände, London 1906-10; neue Ausgabe mit einer Einleitung von T. Kendrick, 1964.